# Scott Adsit
Robert Scott Adsit  (n. 26 noiembrie 1965, Northbrook⁠(d), Cook County, Illinois, SUA) este un actor, comedian și scriitor american. Născut și crescut în suburbiile Chicago, Adsit s-a alăturat distribuției principale a filmului The Second City din Chicago în 1994, după ce a studiat Columbia College Chicago. A apărut în mai multe reviste, inclusiv Paradigm Lost pentru care a câștigat Premiul Joseph Jefferson pentru cel mai bun actor într-o comedie.